# 青丘学院つくば中学校・高等学校
青丘学院つくば中学校・高等学校（せいきゅうがくいんつくばちゅうがっこう・こうとうがっこう）は、茨城県石岡市柿岡に所在し、中高一貫教育 を提供する私立中学校・高等学校。

## 概要
- 2009年3月31日をもって閉校した茨城県立八郷高等学校の敷地と施設を改修・増設した上で使用している。
- 一条校としての類似校に建国小学校・中学校・高等学校、大阪金剛インターナショナル小学校・中学校・高等学校、京都国際中学校・高等学校があるが、設立の経緯や韓国の認可を受けていない等、既存のそれとは一線を画している。

## 沿革
- 2012年10月9日 - 茨城県私立学校審議会の審議の結果、青丘学院つくば中学校・高等学校の設置計画が承認が適当であるとされる[2]。
- 2013年10月2日 - 茨城県私立学校審議会により、青丘学院つくば中学校・高等学校の設置認可及び学校法人青丘の寄付行為認可が適当であると答申される[3]。
- 2014年4月1日 - 開校。

## 施設
- 新館
- 本館
- 特別教室棟
- 体育館
- 男子寮（青雲堂）
- 女子寮（師任堂）・食堂
- 学生寮は、4人部屋の構成だが、現在1部屋あたり2～3名で使用している。

## 教育
次の内容に重点をおいている。
- 日本語・韓国語・英語の3つの言語を自在に使えるよう工夫されたカリキュラム。
  - 授業は日本語を、日常生活では韓国語も使われることがある。
  - 英語（理系は数学も）の週間授業時間数を多めに配分
  - 特に英語教育に力を注いでいる
  - 三か国語によるプレゼンテーションを実施
- 原則全寮制だが、通学生もいる。
- 進路に応じた補習を実施
- 週当たり39単位時間の授業時間数の確保
  - 月曜日から金曜日までは1日7コマ、土曜日は4コマ授業を行う
- 年間授業週数は40週のカリキュラム[5]
- 韓国語授業は、中学校の各学年では週４単位時間程度、高等学校のコースによって週4単位時間
  - 英語の授業は、中学校・高等学校の各学年で週5-7単位時間
  - 新教育課程に沿って高等学校は入学時にコースを選択するようになった。

## クラブ活動
次のクラブが開設されている。
- 運動部 - バドミントン・テニス・バレー・バスケットボール同好会など
- 文化部 - 音楽部・翻訳部・演劇部など

## 制服
学校指定の制服で授業・日常生活で使用する。

## 交通アクセス
JR常磐線石岡駅から柿岡車庫行き関鉄グリーンバスに乗車、旭町で下車（所要時間約30分）